# Dameneishockey-Bundesliga 2018/19
Die Saison 2018/19 der österreichischen Dameneishockey-Bundesligen stellte den zweithöchsten Ligabewerb im österreichischen Dameneishockey dar. Länderübergreifend nahmen Mannschaften aus Ungarn daran teil – diese konnten auch DEBL Champion werden. Für die österreichische Staatsmeisterschaft wurde für die teilnehmenden österreichischen Mannschaften ein zusätzliches Ranking geführt.

## DEBL

### Teilnehmende Mannschaften
Für die Teilnahme an der DEBL meldeten vor der Saison:
- DEC Devils Graz
- DHC Ice Cats Linz
- Ferencvárosi TC Budapest
- Gipsy Girls Villach
- KMH Budapest II
- MAC Budapest
- EAC Junior Capitals Flyers
- Spielgemeinschaft Kitzbühel / Kufstein

### Modus
Die DEBL-Saison bestand aus einem Grunddurchgang, der in Form einer einfachen Hin- und Rückrunde ausgetragen wird, sowie einem Finalturnier für die besten vier Teams des Grunddurchgangs.

### Grunddurchgang

#### Kreuztabelle
|                            | DEV                                         | ICE                               | FLY                                | FTC                                         | Gipsy Girls                        | KMH                               | MAC                                              | KIK                                              |
| -------------------------- | ------------------------------------------- | --------------------------------- | ---------------------------------- | ------------------------------------------- | ---------------------------------- | --------------------------------- | ------------------------------------------------ | ------------------------------------------------ |
| DEC Devils Graz            |                                             | 12:1 (2:0, 7:1, 3:0) Spielbericht | 1:0 (0:0, 0:0, 1:0) Spielbericht   | 0:3 (0:1, 0:2, 0:0) Spielbericht            | 19:0 (6:0, 3:0, 10:0) Spielbericht | 0:1 (0:0, 0:1, 0:0) Spielbericht  | 5:4 n. V. (1:2, 1:0, 2:2, 1:0) Spielbericht      | 1:3 (1:2, 0:1, 0:0) Spielbericht                 |
| DHC Ice Cats Linz          | 2:4 (0:1, 1:2, 1:1) Spielbericht            |                                   | 0:5 (0:0, 0:3, 0:2) Spielbericht   | 1:3 (0:2, 1:0, 0:1) Spielbericht            | 5:0 (Wertung)                      | 0:10 (0:3, 0:5, 0:2) Spielbericht | 4:6 (1:1, 2:2, 1:3) Spielbericht                 | 0:6 (0:4, 0:0, 0:2) Spielbericht                 |
| EAC Junior Capitals Flyers | 4:3 n. V. (1:2, 1:0, 1:1, 1:0) Spielbericht | 3:1 (1:0, 1:1, 1:0) Spielbericht  |                                    | 5:0 (Wertung)                               | 12:0 (5:0, 2:0, 5:0) Spielbericht  | 0:8 (0:3, 0:1, 0:4) Spielbericht  | 3:2 (0:2, 3:0, 0:0) Spielbericht                 | 2:1 n. P. (0:1, 1:0, 0:0, 0:0, 1:0) Spielbericht |
| Ferencvárosi TC            | 7:1 (4:0, 1:1, 2:0) Spielbericht            | 6:3 (3:1, 1:1, 2:1) Spielbericht  | 1:0 (1:0, 0:0, 0:0) Spielbericht   |                                             | 5:0 (Wertung)                      | 0:12 (0:2, 0:5, 0:5) Spielbericht | 3:2 n. P. (1:2, 0:0, 1:0, 0:0, 1:0) Spielbericht | 1:2 n. P. (0:0, 1:0, 0:1, 0:0, 0:1) Spielbericht |
| Gipsy Girls Villach        | 2:5 (0:0, 1:3, 1:2) Spielbericht            | 2:3 (0:0, 1:2, 1:1) Spielbericht  | 0:19 (0:5, 0:10, 0:4) Spielbericht | 1:5 (0:1, 0:2, 1:2) Spielbericht            |                                    | 0:7 (0:1, 0:3, 0:3) Spielbericht  | 3:1 (0:0, 2:1, 1:0) Spielbericht                 | 0:3 (0:2, 0:1, 0:0) Spielbericht                 |
| KMH Budapest II            | 8:1 (4:1, 2:0, 2:0) Spielbericht            | 6:0 (1:0, 4:0, 1:0) Spielbericht  | 4:1 (2:0, 1:0, 1:1) Spielbericht   | 5:0 (3:0, 0:0, 2:0) Spielbericht            | 11:0 (3:0, 3:0, 5:0) Spielbericht  |                                   | 2:1 (0:0, 1:1, 1:0) Spielbericht                 | 8:1 (3:0, 3:0, 2:1) Spielbericht                 |
| MAC Budapest               | 2:0 (1:0, 1:0, 0:0) Spielbericht            | 3:1 (1:1, 2:0, 0:0) Spielbericht  | 2:1 (1:1, 1:0, 0:0) Spielbericht   | 2:3 (1:0, 1:1, 0:2) Spielbericht            | 3:2 (0:1, 2:0, 1:1) Spielbericht   | 0:4 (0:0, 0:2, 0:2) Spielbericht  |                                                  | 0:6 (0:3, 0:3, 0:0) Spielbericht                 |
| SPG Kitzbühel/Kufstein     | 3:1 (1:0, 1:1, 1:0) Spielbericht            | 5:0 (3:0, 0:0, 2:0) Spielbericht  | 7:0 (4:0, 1:0, 2:0) Spielbericht   | 3:2 n. V. (1:2, 0:0, 1:0, 1:0) Spielbericht | 5:1 (1:1, 3:0, 1:0) Spielbericht   | 0:3 (0:0, 0:3, 0:0) Spielbericht  | 2:1 n. V. (1:0, 0:0, 0:1, 1:0) Spielbericht      |                                                  |

#### Abschlusstabelle
| Platz | Mannschaft                 | Land       | Spiele | S  | OTS | OTN | N  | Tore   | Punkte |
| ----- | -------------------------- | ---------- | ------ | -- | --- | --- | -- | ------ | ------ |
| 1.    | KMH Budapest II            | Ungarn     | 14     | 14 | 0   | 0   | 0  | 89:4   | 42     |
| 2.    | SPG Kitzbühel/Kufstein     | Osterreich | 14     | 8  | 3   | 1   | 2  | 47:20  | 31     |
| 3.    | Ferencvárosi TC            | Ungarn     | 14     | 8  | 1   | 2   | 3  | 39:37  | 28     |
| 4.    | EAC Junior Capitals Flyers | Osterreich | 14     | 6  | 2   | 0   | 6  | 55:30  | 22     |
| 5.    | MAC Budapest               | Ungarn     | 14     | 5  | 0   | 3   | 6  | 29:39  | 18     |
| 6.    | DEC Devils Graz            | Osterreich | 14     | 5  | 1   | 1   | 7  | 53:40  | 18     |
| 7.    | DHC IceCats Linz           | Osterreich | 14     | 2  | 0   | 0   | 12 | 21:71  | 6      |
| 8.    | Gipsy Girls Villach        | Osterreich | 14     | 1  | 0   | 0   | 13 | 11:103 | 3      |

### Finalturnier
Halbfinale
| 23. Februar 2019 13:19 Uhr | KMH Budapest II Kármen Kerekes (40:24) Dominika Horváth (57:09) | 2:0 (0:0,0:0,2:0) Spielbericht | EAC Junior Capitals Flyers | FTC Sátras Jég, Budapest Zuschauer: 59 |

| 23. Februar 2019 16:17 Uhr | SPG Kitzbühel/Kufstein Isabella Hochfilzer (38:27) Sylvia Dandlberger (50:01) | 2:4 (0:1,1:1,1:2) Spielbericht | Ferencvárosi TC Réka Papacsek (06:49) Orsolya Józsa (22:02) Orsolya Józsa (56:53) Orsolya Józsa (59:35) | FTC Sátras Jégpálya, Budapest Zuschauer: 78 |

Spiel um Platz 3
| 24. Februar 2019 11:20 Uhr | SPG Kitzbühel/Kufstein Leonie Sailer (02:40) Linda Salvenmoser (21:49) Dana Holzmüller (29:12) Sylvia Dandlberger (37:03) | 4:1 (1:1,3:0,0:0) Spielbericht | EAC Junior Capitals Flyers Katharina Killius (05:55) | FTC Sátras Jégpálya, Budapest Zuschauer: 10 |

Finale
| 24. Februar 2019 14:15 Uhr | KMH Budapest II | 0:1 (0:1,0:0,0:0) Spielbericht | Ferencvárosi TC Petra Pavuk (12:48) | FTC Sátras Jégpálya, Budapest Zuschauer: 110 |

## Staatsmeisterschaft
Für die Staatsmeisterschaft im Dameneishockey qualifizierte sich aus der DEBL eigentlich die Mannschaft der Spielgemeinschaft Kitzbühel/Kufstein. Diese verzichtete jedoch kurzfristig, sodass aus der DEBL die DEC Devils Graz gegen die Neuberg Highlanders aus der EWHL im Viertelfinale antreten mussten. Für das Halbfinale gesetzt waren die anderen österreichischen EWHL-Teams EHV Sabres Wien, DEC Salzburg Eagles und KEHV Lakers.

### Viertelfinale
Das Viertelfinale wurde in Hin- und Rückspiel ausgetragen.
| 2. März 2019 18:00 Uhr | DEC Devils Graz | 0:8 (0:2,0:3,0:3) Spielbericht | Neuberg Highlanders Audrey-Ann Boutour (03:09), Michaela Hodonova (16:47), Sidney Smith (23:25), Sidney Smith (30:52), Martina Kneß (33:19), Martina Kneß (43:19), Sabrina Schlauer (45:30), Sabrina Schlauer (48:47) | Graz-Liebenau Zuschauer: 45 |

| 3. März 2019 16:30 Uhr | Neuberg Highlanders Audrey-Ann Boutour (00:49), Audrey-Ann Boutour (03:46), Jennifer Pesendorfer (16:14), Sidney Smith (27:21), Sidney Smith (39:56), Audrey-Ann Boutour (40:38), Sabrina Schlauer (46:20), Jennifer Pesendorfer (54:12), Jennifer Pesendorfer (57:25) | 9:1 (3:0,2:0,4:1) Spielbericht | DEC Devils Graz Marja Linzbichler (55:01) | Kapfenberg Zuschauer: 76 |

### Halbfinale
Das Halbfinale wurde in Hin- und Rückspiel ausgetragen.
Neuberg Highlanders – EHV Sabres Wien
| 9. März 2019 13:45 Uhr | Neuberg Highlanders Sabrina Schlauer (21:28) | 1:11 (0:4,1:1,0:6) Spielbericht | EHV Sabres Wien Anja Trummer (01:58), Sydney Baldwin (05:23), Leoni Geifes (10:16), Laura Lüftenegger (13:13), Blair Parent (22:26), Esther Väärälä (43:57), Karolina Hengelmüller (48:04), Caitlin Reilly (48:21), Anja Trummer (51:36), Anja Trummer (53:18), Anja Trummer (59:38) | Kapfenberg Zuschauer: 54 |

| 10. März 2019 11:35 Uhr | EHV Sabres Wien | 5:0 (Wertung) | KSV Neuberg Highlanders |  |

Die Mannschaft der Neuberg Highlanders trat im zweiten Spiel nicht an, so dass dieses 5:0 für den EHV Sabres Wien gewertet wurde.
KEHV Lakers – DEC Salzburg Eagles
| 9. März 2019 15:45 Uhr | KEHV Lakers Lena Dauböck (21:02) | 1:7 (0:2,1:4,0:1) Spielbericht | DEC Salzburg Eagles Nadja Granitz (01:50), Nadja Granitz (15:48), Nadja Granitz (23:12), Lena Wurzer (25:50), Melanie Hager (27:34), Anna Hanser (35:20), Annika Fazokas (57:35) | Spittal an der Drau Zuschauer: 45 |

| 10. März 2019 14:00 Uhr | DEC Salzburg Eagles Lisa Zöhrer (13:00), Carlotta Clodi (26:19), Whitney Renn (56:57), Emilie Brigham (59:38) | 4:1 (1:0,1:0,2:1) Spielbericht | KEHV Lakers Danielle Butler (52:37) | Eisarena, Salzburg Zuschauer: 100 |

### Serie um Platz 3
Das Finale und die Serie um Platz 3 wurde im Modus Best of Three ausgetragen.
| 16. März 2019 12:00 Uhr | KSV Neuberg Highlanders Jennifer Pesendorfer (04:18) | 1:6 (1:1,0:3,0:2) Spielbericht | KEHV Lakers Christina Schusser (10:16), Nicole Vigilanti (24:39), Danielle Butler (27:44), Valentina Ropatsch (36:44), Danielle Butler (46:20), Alessandra Lopez (54:37) | Kapfenberg Zuschauer: 56 |

| 23. März 2019 18:30 Uhr | KEHV Lakers Lena Dauböck (24:21), Alessandra Lopez (26:29), Enikö Tóth (44:00), Danielle Butler (45:40), Danielle Butler (46:52), Christina Schusser (49:52), Enikö Tóth (53:00), Danielle Butler (56:55) | 8:0 (0:0,2:0,6:0) Spielbericht | KSV Neuberg Highlanders | Villach Zuschauer: 62 |

### Finale
| 16. März 2019 16:15 Uhr | DEC Salzburg Eagles Nadja Granitz (56:31) | 1:2 (0:1,0:0,1:1) Spielbericht | EHV Sabres Wien Esther Väärälä (10:06), Victoria Hummel (63:29) | Salzburg Zuschauer: 100 |

| 23. März 2019 13:25 Uhr | EHV Sabres Wien Anna Meixner (03:42), Sydney Baldwin (05:20), Monika Vlcek (05:59), Anna Meixner (21:53), Sydney Baldwin (26:06), Anja Trummer (44:35), Sydney Baldwin (56:42) | 7:1 (3:0,2:0,2:1) Spielbericht | DEC Salzburg Eagles Lena Wurzer (42:28) | Wien Zuschauer: 150 |

## DEBL2

### Teilnehmende Mannschaften
Für die Teilnahme an der DEBL2 meldeten vor der Saison:
- DEC Dragons Klagenfurt
- DEHC Red Angels Innsbruck
- EHC Wildcats Lustenau
- EHV Sabres Juniors
- SPG Salzburg Eagles II / Ice Cats Linz II

### Modus
Die DEBL2 spielte in einem Grunddurchgang mit anschließenden Play-offs. Der Grunddurchgang wurde in der Form einer eineinhalbfachen Hin- und Rückrunde gespielt. In den Play-offs spielten in Hin- und Rückspiel die bestplatzierte und die zweitbestplattierte Mannschaft in der "Serie um Gold", die Teams auf den Plätzen 3 und 4 um Bronze. Im Hinspiel war in den Play-offs ein Unentschieden möglich.

### Grunddurchgang

#### Kreuztabelle
|                              | Klagenfurt                                                        | IceCats / Eagles                                                             | Lustenau                                                          | Sabres Juniors                                                    | Innsbruck                                                                         |
| ---------------------------- | ----------------------------------------------------------------- | ---------------------------------------------------------------------------- | ----------------------------------------------------------------- | ----------------------------------------------------------------- | --------------------------------------------------------------------------------- |
| DEC Dragons Klagenfurt       |                                                                   | 3:2 n. V. (1:1, 0:0, 1:1, 1:0) Spielbericht 2:3 (1:1, 1:1, 0:1) Spielbericht | 4:1 (4:0, 0:0, 0:1) Spielbericht 3:1 (1:0, 1:1, 1:0) Spielbericht | 3:1 (1:0, 1:0, 1:1) Spielbericht                                  | 6:2 (2:0, 2:2, 2:0) Spielbericht                                                  |
| DHC IceCats Linz/Sbg. Eagles | 0:5 (0:3, 0:0, 0:2) Spielbericht                                  |                                                                              | 2:4 (2:1, 0:2, 0:1) Spielbericht                                  | 0:7 (0:1, 0:3, 0:3) Spielbericht 0:7 (0:1, 0:3, 0:3) Spielbericht | 0:6 (0:3, 0:1, 0:2) Spielbericht 2:3 n. P. (0:0, 0:1, 2:1, 0:0, 0:1) Spielbericht |
| EHC Wildcats Lustenau        | 1:4 (1:3, 0:0, 0:1) Spielbericht                                  | 2:0 (0:0, 2:0, 0:0) Spielbericht 5:1 (2:0, 1:0, 2:1) Spielbericht            |                                                                   | 0:1 n. P. (0:0, 0:0, 0:0, 0:0, 0:1) Spielbericht                  | 1:6 (0:1, 0:3, 1:2) Spielbericht 5:4 n. V. (3:2, 1:1, 0:1, 1:0) Spielbericht      |
| EHV Sabres Juniors           | 3:2 (0:1, 3:1, 0:0) Spielbericht 0:5 (5:0, 2:0, 5:0) Spielbericht | 1:2 (0:0, 0:0, 1:2) Spielbericht                                             | 8:0 (2:0, 2:0, 4:0) Spielbericht 3:0 (2:0, 0:0, 1:0) Spielbericht |                                                                   | 3:0 (2:0, 0:0, 1:0) Spielbericht                                                  |
| Red Angels Innsbruck         | 3:1 (1:1, 1:0, 1:0) Spielbericht 2:1 (1:0, 1:1, 0:0) Spielbericht | 5:2 (1:1, 3:0, 1:1) Spielbericht                                             | 6:0 (2:0, 2:0, 2:0) Spielbericht                                  | 4:1 (1:0, 2:0, 1:1) Spielbericht 3:1 (3:0, 0:1, 0:0) Spielbericht |                                                                                   |

#### Abschlusstabelle
| Platz | Mannschaft                    | Spiele | S | OTS | OTN | N | Tore  | Punkte |
| ----- | ----------------------------- | ------ | - | --- | --- | - | ----- | ------ |
| 1.    | Red Angels Innsbruck          | 12     | 8 | 1   | 1   | 2 | 44:23 | 27     |
| 2.    | DEC Dragons Klagenfurt        | 12     | 7 | 1   | 0   | 4 | 39:19 | 23     |
| 3.    | EHV Sabres Juniors            | 11     | 5 | 1   | 0   | 5 | 29:19 | 17     |
| 4.    | EHC Wildcats Lustenau         | 12     | 3 | 1   | 1   | 7 | 20:42 | 12     |
| 5.    | DHC Ice Cats Linz/Sbg. Eagles | 11     | 2 | 0   | 2   | 7 | 14:43 | 8      |

### Play-offs
| 23. Februar 2019 16:45 Uhr | Red Angels Innsbruck Anna-Lena Steiner (12:42) Anna-Lena Steiner (23:54) Anna-Lena Steiner (32:11) | 3:2 (1:2,2:0,0:0) Spielbericht | DEC Dragons Klagenfurt Tamina Schall (10:16) Tamina Schall (15:15) | Innsbruck Zuschauer: 40 |

| 2. März 2019 14:45 Uhr | DEC Dragons Klagenfurt Michaela Verdel (13:40) Tamina Schall (27:43) Zoe Tatschl (53:52) | 3:3 (1:2,1:0,1:1) Spielbericht | Red Angels Innsbruck Anna-Lena Steiner (10:37) Laura Zingerle (11:53) Aliena Knappe (53:30) | Klagenfurt Zuschauer: 150 |